# براهيما ديارا
براهيما ديارا (بالإنجليزية: َBrahima Diarra)‏ (من مواليد 5 يوليو 2003 في فرنسا) هو لاعب كرة قدم مالي يلعب حالياً في نادي الوحدة الإماراتي كلاعب وسط.

## روابط خارجية
براهيما ديارا على موقع قاعدة بيانات كرة القدم.إي يو (الإنجليزية)
- براهيما ديارا على موقع Soccerway.com (الإنجليزية)